# Lester Allan Pelton
Lester Allan Pelton (Vermilion, Ohio, 5 de setembre de 1829 – Oakland, Califòrnia, 14 de març de 1908) va ser un dels més importants inventors de finals del segle XIX i principis del segle XX. Va viure la gran febre de l'or de Califòrnia, el 1850 en començar l'explotació dels filons de Comstock i altres mines d'or i plata a Nevada. Va fabricar amb els seus mitjans instruments que facilitaven el treball d'explotació d'or. El 2006 va ser inclòs al National Inventors Hall of Fame.

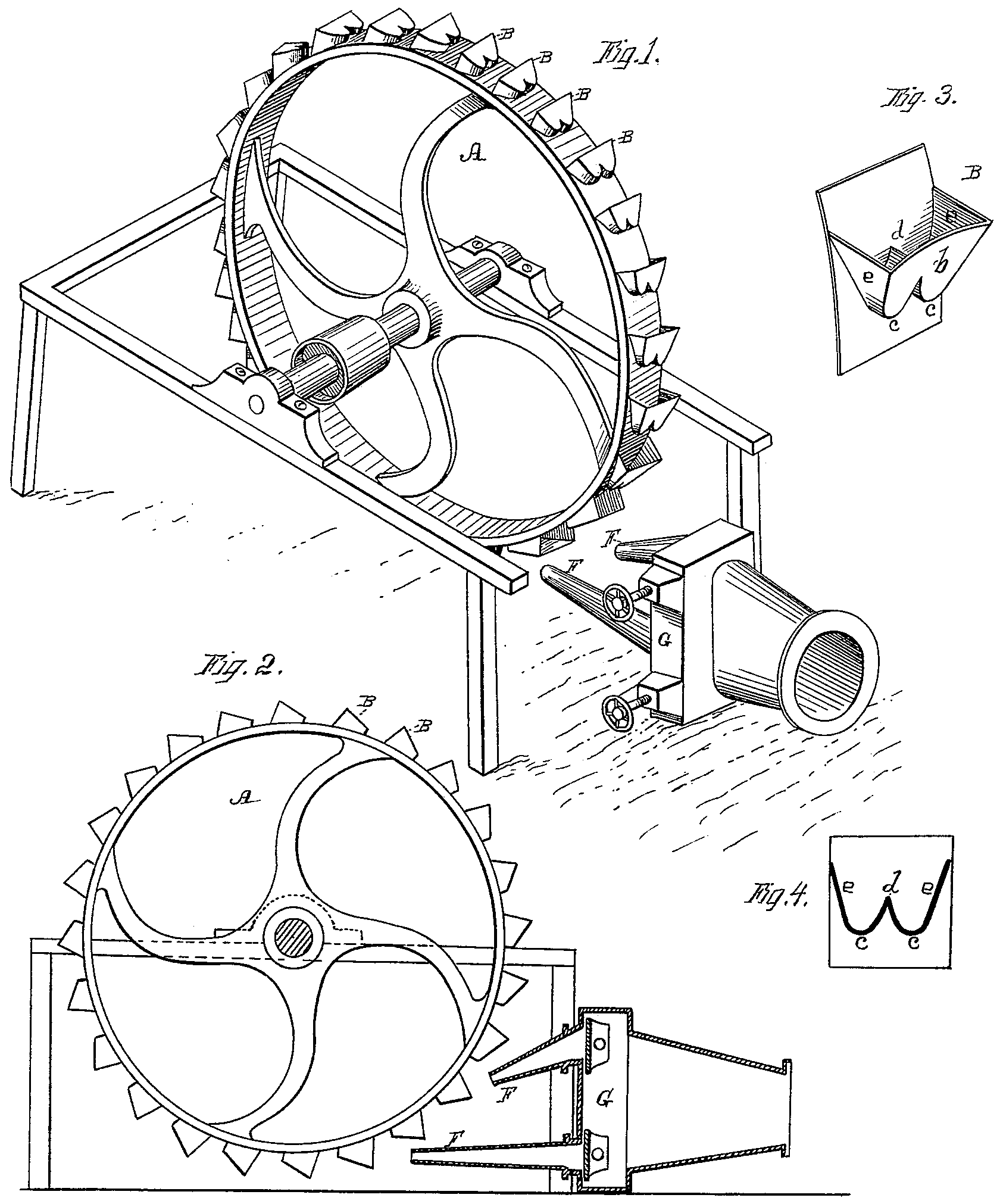
Rodes hidràuliques de Lester Allan Pelton.

Va participar en un concurs de la Universitat de Califòrnia de rodes hidràuliques on va obtenir el primer lloc. Els seus estudis es van orientar cap a salts d'aigua relativament elevats, arribant al tipus de roda de catúfols, amb acció i injecció parcial per tovera que porta el seu nom, la turbina Pelton .
El seu invent bàsicament es va originar a causa del gran inconvenient que presentava el moviment del seu trituradora mineral en no tenir carbó per a tal propòsit, per la qual cosa va haver d'idear-se una roda hidràulica que transformés en energia elèctrica la força hidràulica d'un salt d'aigua proper al seu mina. Aquest va ser el primer mètode pràctic per obtenir força hidràulica a Amèrica del Nord.